# 殷融
殷融（？—？），字洪遠，陳郡人，东晋时期学者。
好《易》、《老》之學，善屬文而不善口辯，其兄殷羨之子殷浩每與之談，殷融總談不過殷浩。桓彝見而歎美之，與東晉第一美男子衛玠交往甚密。著有《像不盡意》、《大賢須易論》。清朝嚴可均所輯《全晉文》收錄殷融文章六篇。

## 後代
- 子殷允[1]、殷康、殷茂；
- 孫殷顗、殷仲堪和殷仲文。